# Witold Czapla
Witold Czapla (ur. 22 lutego 1906 w Bytomiu, zm. 7 maja 1958 w Orzegowie) – oficer Wojska Polskiego, lekarz.

## Życiorys

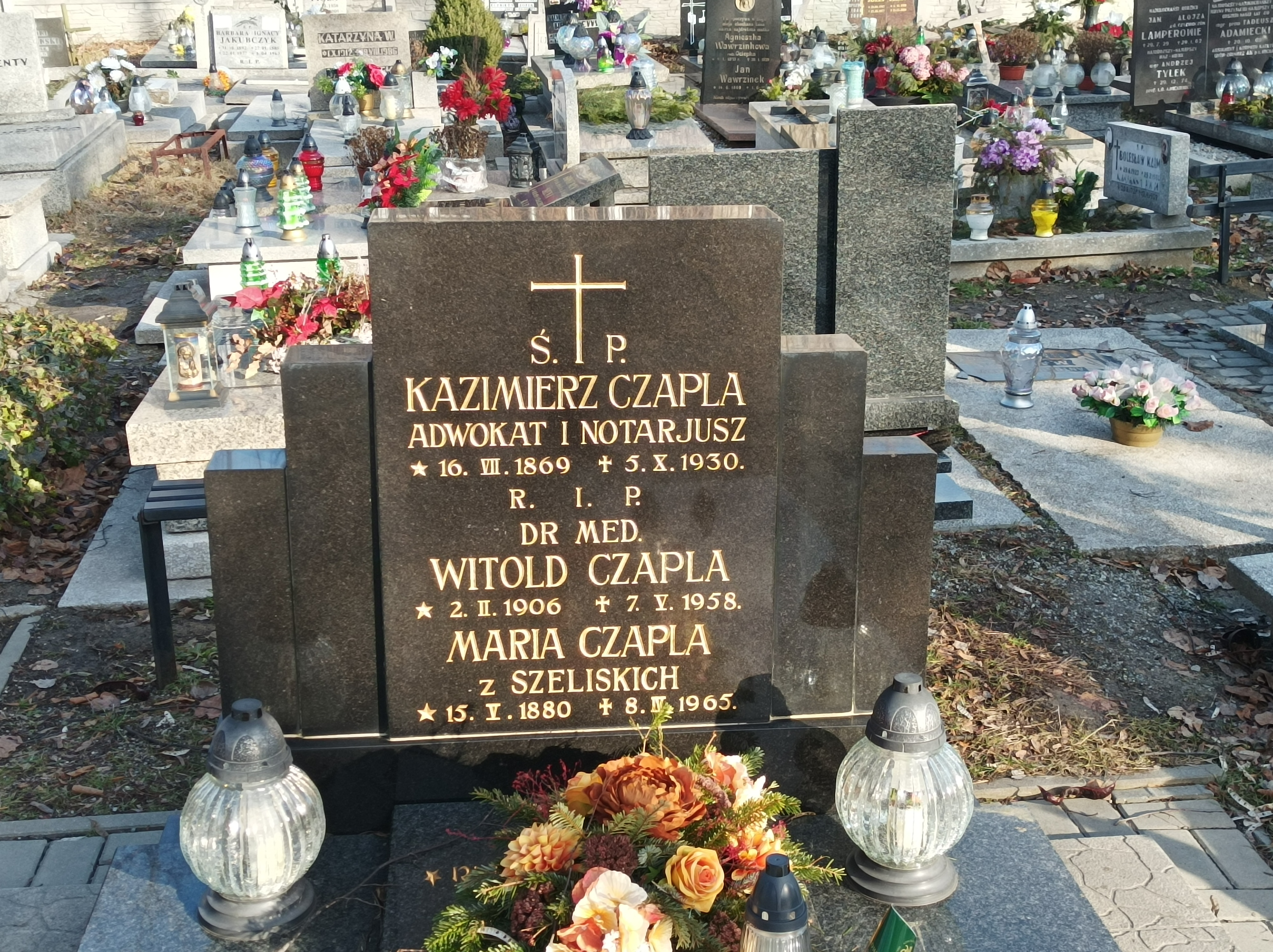
Grób Witolda Czapli na cmentarzu przy ul. Gliwickiej w Katowicach

Syn adwokata i notariusza Kazimierza Czapli. Absolwent Uniwersytetu Poznańskiego (Uniwersytetu im. A. Mickiewicza w Poznaniu); dyplom 23.02.1937 r. Należał do Polskiej Korporacji Akademickiej Silesia w Poznaniu, której w r. akad. 1927/28 był Prezesem. Należał także do Związku Akademickiego Młodzież Wszechpolska; przew. Sądu Koleżeńskiego Koła Poznańskiego MW.
Brał udział w kampanii wrześniowej, podczas której został ciężko ranny, w związku z czym amputowano mu prawą nogę. Podczas okupacji – w 1940 – został przymusowo przeniesiony do Orzegowa przez okupanta. Został tam lekarzem rejonowym. Gdy Armia Czerwona wkroczyła do Orzegowa w 1945, Witold Czapla wyszedł naprzeciw z białą flagą i zapewnił, że tutejsi mieszkańcy to wyłącznie Polacy. Tym samym ocalił Orzegów od ostrzału. 
Po wyzwoleniu został naczelnikiem gminy Orzegów. W latach 1945–1947 był prezesem klubu KS 27 Orzegów. Założyciel szpitala dla zakaźnie chorych i stacji opieki nad matką i dzieckiem.

## Upamiętnienie
W 1959 został patronem ulicy w Orzegowie, dzielnicy Rudy Śląskiej.